# They Shall Not Grow Old
They Shall Not Grow Old ist ein dokumentarischer Film von Peter Jackson über den Ersten Weltkrieg, der am 16. Oktober 2018 im Rahmen des London Film Festivals seine Premiere feierte. Jackson verwendete hierfür historisches Filmmaterial, das er kolorierte und dem er Stimmen hinzufügte. Die Fernsehpremiere war am 11. November 2018 auf BBC Two. In den Vereinigten Staaten lief der Film am 17. Dezember 2018 in den Kinos an. Am 27. Juni 2019 folgte der Kinostart in Deutschland.

## Inhalt und Aufbau

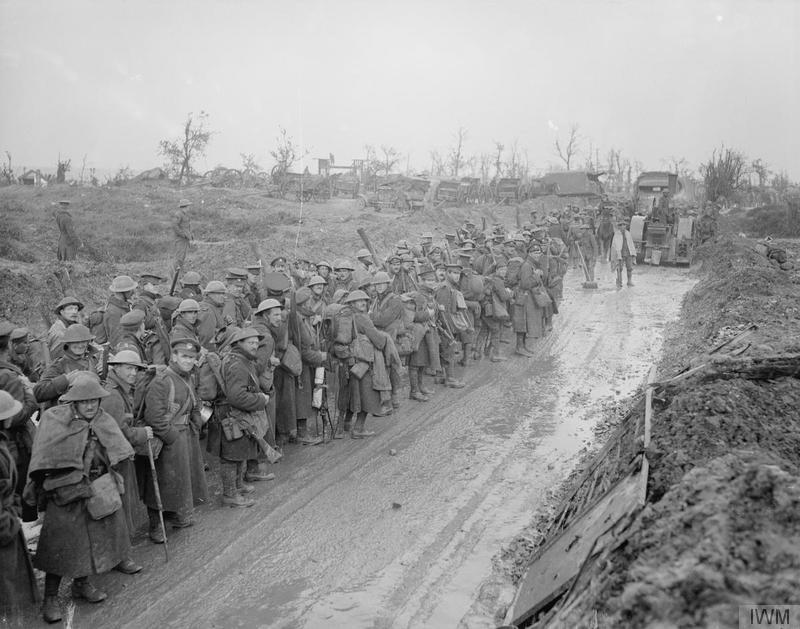
Der Film ist Peter Jacksons eigenem Großvater gewidmet, der von 1910 bis 1919 im 2nd South Wales Borderers Infantry Regiment diente, und greift auf Filmmaterial aus Archiven des Imperial War Museums und Tonaufnahmen der BBC zurück

Der Film zeigt britische Soldaten während des Ersten Weltkrieges und spannt einen Bogen vom Ausbruch der Feindseligkeiten über das Kriegsgeschehen auf den Schlachtfeldern in Belgien bis hin zum Waffenstillstand von 1918.
Die ersten 20 Minuten des Films zeigen Kriegsvorbereitungen in Schwarz-Weiß-Bildern, eingerahmt von einem kleinen zentralen Rechteck, das sich nach und nach erweitert. Letztlich füllt dieses den gesamten Bildschirm und verwandelt sich zu vollständig koloriertem Bildmaterial. Die Farbpalette bedient sich ab diesem Punkt Erd- und Militärgrüntönen, ein Übergang, der Guy Lodge von Variety  an einen Moment in dem Film Der Zauberer von Oz erinnert. Im Folgenden zeigt der Film Frontsoldaten während der erbitterten Grabenkämpfe in den Jahren 1914 bis 1918, aber auch in Alltagssituationen, in denen sich die Männer die Zeit vertreiben, lachen und singen, um sich von den Wirren des Krieges abzulenken. Wenn sich die Aktion von England nach Flandern verschiebt, verdunkele sich die Stimmung des Films, so Stephen Dalton von The Hollywood Reporter, wenn sich die Waffenbrüder in dreckigen Schützengräben wiederfinden, in denen es von Ratten wimmelt und in denen Senfgas die geringste Sorge der Soldaten ist. Deutsche Kugeln, Granaten und Minen entwickelten sich in diesen Momenten zu einer konstanten Hintergrundmusik/Geräuschkulisse, während die Erzählung die Gestalt eines echten Horrorfilms annehme, so Dalton.
Während des Abspanns läuft das populäre Soldatenlied Mademoiselle from Armentières. Der Film ist Peter Jacksons eigenem Großvater gewidmet, der von 1910 bis 1919 im 2. South Wales Borderers Infanterieregiment diente.

## Produktion
„Die Männer auf den Bildern sind genau wie wir. Wenn man erst mal diesen komischen Charlie-Chaplin-Schwarz-Weiß-Look los ist, sieht man: Die Leute sind genauso wie heute. Das sollte einen nicht überraschen, 100 Jahre sind keine sehr lange Zeit. Aber es fällt auf, wie menschlich sie sind.“

Anlässlich des 100. Jahrestages des Endes des Ersten Weltkriegs restaurierte und kolorierte Peter Jackson Aufnahmen von der Westfront und fügte dem Filmmaterial Stimmen hinzu. Die Aufnahmen wurden zudem geschärft und in 3D konvertiert. Neben Tagebüchern und Briefen für das Voiceover hatte Jackson auch die Arbeit von Lippenlesern in Anspruch genommen, die herausfinden konnten, was die Männer in den gezeigten Filmabschnitten tatsächlich sagten, und so die vorhandenen Gesprächsbeiträge den einzelnen Rednern zuordneten. Die Dialoge wurden anschließend von Schauspielern eingesprochen. Zudem wurde der Sound des Films verbessert. Die Tonaufnahmen stammen von der BBC, das Filmmaterial aus Archiven des Imperial War Museums, in dessen Auftrag Jackson den Film produzierte. „Ich konnte machen, was ich wollte“, sagte der Regisseur in einem Interview, „die einzige Bedingung war, ausschließlich Material aus dem Museumsarchiv zu verwenden“.
Der Titel They Shall Not Grow Old wurde dem patriotischen Gedicht For the Fallen (englisch „Für die Gefallenen“) von Laurence Binyon entnommen. Gleichzeitig nimmt er damit auf die im Krieg verstorbenen, gerade einmal 15 oder 16 Jahre alten Soldaten Bezug, die im Abspann des Films erwähnt werden. Jackson widmete den Film seinem eigenen Großvater, der von 1910 bis 1919 im 2. South-Wales-Borderers-Infanterieregiment diente. Bei der Premiere in London sagte der Regisseur: „Mein Opa ist 1940 gestorben, ich habe ihn also nie kennengelernt, aber mein Vater hat mir viele Fragen über ihn beantworten können. Noch geht so etwas, aber in zehn, zwanzig Jahren wird das wahrscheinlich nicht mehr möglich sein. Ich möchte bloß eines sagen, was ich nach meinen persönlichen Erfahrungen wichtig finde: Wenn ihr Eltern und Großeltern habt, deren Eltern im Ersten Weltkrieg waren – fragt sie aus.“
Neben Peter Jackson wurde der Film von Clare Olsen im Auftrag von 14-18 NOW produziert, einer Kunstakademie, die anlässlich des 100. Jahrestages des Beginns des Ersten Weltkrieges gegründet wurde. Den Filmschnitt übernahm Jabez Olssen, als VFX Supervisor fungierte Wayne Stables von Weta Digital. Gemeinsam verwendeten Jackson und sein Team mehr als 600 Stunden Filmmaterial. Die musikalische Untermalung des Films stammt von Plan 9. Zudem machten Jacksons Tontechniker neue Aufnahmen vom Rumpeln alter Panzer oder vom Donner historischer Geschütze.
Nach der Vorstellung eines ersten Trailers feierte der Film am 16. Oktober 2018 im Rahmen des London Film Festivals in Anwesenheit von Prince William seine Premiere. Vom 25. bis zum 29. Oktober 2018 hatten Besucher in London zudem Gelegenheit, den Film kostenlos im Imperial War Museum anzuschauen. Am 11. November 2018, 100 Jahre nach dem Ende des Ersten Weltkriegs, wurde der Film auf BBC Two und vom 9. bis 11. November in ausgewählten Kinos in 3D und 2D gezeigt. Im Vereinigten Königreich war eine Freigabe ab 15 Jahren vorgesehen, womit einige der britischen Soldaten, die am Ende des Ersten Weltkriegs eingezogen wurden, jünger waren. Zudem sollten Kopien des Films Schulen im Vereinigten Königreich zu Bildungszwecken zur Verfügung gestellt werden. Der Kinostart in Deutschland war am 27. Juni 2019, in Österreich am darauffolgenden Tag. Im Januar und Februar 2020 wurde der Film im Rahmen der SchulKinoWochen in Nordrhein-Westfalen vorgestellt.
Im Herbst 2018 kündigte Jackson an, auch einige seiner früheren Filme wie Meet the Feebles und Braindead in verbesserter Qualität neu veröffentlichen zu wollen.

## Rezeption

### Kritiken
Der Film stieß bislang auf die Zustimmung fast aller Kritiker bei Rotten Tomatoes und erreichte hierbei eine durchschnittliche Bewertung von 8,7 der möglichen 10 Punkte. Im Konsens heißt es dort, They Shall Not Grow Old sei eine brillante filmische Hommage an die Opfer einer Generation.

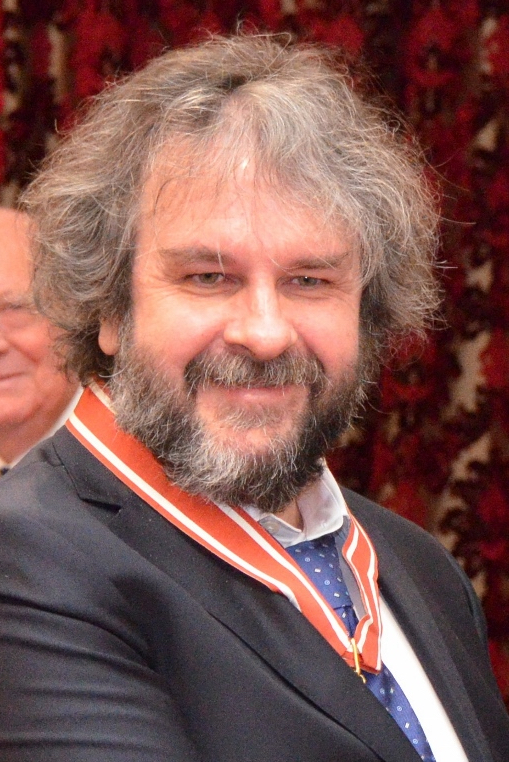
Regisseur Peter Jackson

Peter Bradshaw vom Guardian beschreibt Peter Jacksons Film als eine elektrisierende Reise in die Schützengräben des Ersten Weltkriegs. Vor den Augen des Betrachters kehrten die Soldaten zu einem unheimlichen, hyperrealen Leben zurück, wie Geister oder Gestalten, die in einer Seance heraufbeschworen werden. Die Gesichter seien unvergesslich, und die Farbgebung und alles andere sei eine Art Entfremdungsschock-Taktik und ein Mittel daran zu erinnern, dass hier echte Menschen gezeigt werden.
Guy Lodge von Variety erklärt, Jackson habe an dem Material des Imperial War Museums die gleiche digitale Zauberei angewandt, die er nutzte, um Tolkiens Mittelerde Wirklichkeit werden zu lassen, und habe so eine Realität Wirklichkeit werden lassen, die kurz vor dem Verschwinden steht: „Die kollektive Erfahrung der britischen Soldaten an der Front, vom Gung-ho-Geist der Rekrutierung bis hin zur totalen Erschöpfung der PTBS.“ Jacksons Interesse liege nicht darin, neue Informationen zu entdecken, sondern darin, dem was wir bereits kennen, neue Dimensionen der Vertrautheit hinzuzufügen, so Guy Lodge. Es gehe ihm nicht um historische Daten und Meilensteine und politische Prozesse, sondern um den alltäglichen, vor Ort stattfindenden Wandel der Stimmung und der Moral unter den Soldaten über vier sehr lange Jahre hinweg, was in Schulbüchern eher vernachlässigt werde, so Lodge. Statt der Erwähnung der Begriffe „Triple Entente“ oder „Vertrag von Versailles“ zeige der Film Erinnerungen an die mit Urin aufgeweichten, schweren Stiefel und die Gefahren durch Ratten und Läuse in den Schlachten. Auch Lodge fallen in seiner Kritik besonders die rekonstruierten Gesichter des Films ins Auge, die in den Archiven fast ununterscheidbar verschwommen geworden waren und nun von Charakter geprägt und von Sorgenfalten gezeichnet, den Terror, aber auch eine gelegentliche Heiterkeit spiegelten.
Stephen Dalton von The Hollywood Reporter merkt an, Jackson erspare dem Zuschauer kein blutiges Detail, wie die Leichen junger Männer, die aufgedunsen im Schlamm liegen und von Fliegen besiedelt sind. Auch wenn mancher Kritiker einwenden mag, dass Jackson reale Ereignisse glättet und übergeht, indem er sich auf Details konzentriert und keine breiteren soziopolitischen Kommentare zum Krieg liefert, sei dem Regisseur ein eindringlicher Film über die Erfahrungen britischer Soldaten aus erster Hand gelungen und eine durchweg ansprechende Lektion dafür, wie man die Vergangenheit lebendig werden lässt, so Dalton.
Marion Löhndorf von der Neuen Zürcher Zeitung schreibt in ihrer Kritik, das Ergebnis sei phänomenal, spricht von einem Lazarus-Effekt und erklärt: „In Peter Jacksons Film bleiben die Szenen der Kriegsvorbereitung und des Zivillebens grau. Der Tod erscheint in Farbe.“ Bei aller experimentellen Chuzpe fügt sich They Shall Not Grow Old nahtlos in eine britische Erinnerungskultur, die dem Great War von jeher einen hohen Stellenwert beimaß, so Löhndorf weiter. Jackson konzentriere sich auf die Erfahrung der einfachen Soldaten an der Westfront, viele davon im Teenageralter, zeige dabei aber nicht nur das Grauen, sondern auch Situationen, in denen gelacht wurde, auch wenn es nichts zu lachen gab.
Die Deutsche Film- und Medienbewertung versah den Film mit dem Prädikat besonders wertvoll. In der Jury-Begründung heißt es: „Das über 100 Jahre alte Filmmaterial ist in dieser Form noch niemals rezipiert worden, und im Verbund mit den Erzählungen der Zeitzeugen stellt They Shall Not Grow Old eine zeitgeschichtlich absolut spannende und bemerkenswerte Arbeit dar, die – das darf nicht vergessen werden – das dokumentarische Material dieser vielen Quellen aber durch den Zusammenschnitt, die Einfärbung und die stereoskopische Bearbeitung klar fiktionalisiert und emotionalisiert.“
Im Juli, August und im September 2019 wurde They Shall Not Grow Old von kinofenster.de als „Film des Monats“ präsentiert. Zudem bietet das Onlineportal Materialien zum Film für den Unterricht ab der 11. Klasse und empfiehlt ihn für die Unterrichtsfächer Geschichte, Englisch und Politik.

### Kommerzieller Erfolg
In Großbritannien wurde der Film anlässlich des London Film Festivals in ausgewählten Kinos gezeigt und konnte dabei einen beachtlichen Erfolg verzeichnen: Bei einer Veröffentlichung in 247 Kinos spielte They Shall Not Grow Old an nur einem Tag umgerechnet 730.000 US-Dollar ein. Auch in den USA entwickelte sich der Film zu einem ungeahnten finanziellen Erfolg und spielte dort an seinem Startwochenende mehr als 2,3 Millionen US-Dollar ein. Insgesamt belaufen sich die weltweiten Einnahmen aus Kinovorführungen auf 20,8 Millionen US-Dollar.

### Auszeichnungen (Auswahl)
British Academy Film Awards 2019
- Nominierung als Bester Dokumentarfilm (Peter Jackson)

Critics’ Choice Documentary Awards 2019
- Nominierung als Bester Dokumentarfilm
- Nominierung in der Kategorie Most Innovative Documentary
- Nominierung in der Kategorie Best Archival Documentary
- Nominierung für die Beste Regie (Peter Jackson)
- Nominierung für den Besten Filmschnitt (Jabez Olssen)
- Nominierung für die Beste Filmmusik (Plan 9)[23]

Golden Reel Awards 2019
- Auszeichnung in der Kategorie Outstanding Achievement in Sound Editing – Feature Documentary[24]

London Critics’ Circle Film Awards 2019
- Nominierung als Documentary Of The Year[25]